# حلقه تلقیح
حلقه تلقیح یا حلقه اسمیر، یک ابزار ساده مورد استفادهٔ میکروبیولوژیست‌ها در زمینه کشت میکروارگانیسم‌هاست. این ابزار شامل یک دسته نازک با حلقه ای در حدود ۵ میلی‌متر عرض یا کوچکتر در انتهای آن است.